# Kanalisatiestreep

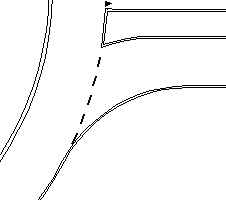
Kanalisatiestrepen bij een rotonde.

Een kanalisatiestreep is een streep om diverse soorten verkeer in goede banen te leiden. Een kanalisatiestreep is een vorm van markering. Zonder volledig te willen zijn, maar om toch een beeld te geven waarvoor kanalisatiestrepen toegepast worden volgt hieronder een korte lijst met veelgebruikte toepassingen:
- Voetgangeroversteekplaatsen: In plaats van zebramarkering worden kanalisatiestrepen gebruikt om aan te geven waar men kan oversteken, echter zonder juridische status, dat wil zeggen, steekt men hier over wanneer men geen voorrang heeft dan zijn de gevolgen voor de voetganger.
- Kanalisatiestrepen voor fietsers: Vaak worden oversteken of voorrangssituaties waarbij fietsers voorrang hebben uitgevoerd met de welbekende witte blokken en rood asfalt. Dit wordt alleen aanbevolen wanneer fietsers echt voorrang hebben, om een onderscheid te maken tussen wel / geen voorrangsituaties. De kanalisatiestrepen worden dus alleen toegepast wanneer fietsers uit de voorrang zitten zoals bij rotondes buiten de bebouwde kom en dergelijke.
- Kanalisatiestrepen voor gemotoriseerd verkeer: Om aan te geven hoe een rijstrook loopt bij een kruispunt of rotonde.